# Big Baus of the Nauf
Big Baus of the Nauf ist das vierte Mixtape des Hamburger Rappers Samy Deluxe. Es wurde am 31. März 2006 über sein Label Deluxe Records veröffentlicht.

## Produktion
Samy Deluxe selbst und die Heatmakerz produzierten jeweils drei Lieder des Mixtapes, während je zwei Beats von den Musikproduzenten Monroe, Djorkaeff, Howie Like It, Rob Easy und Matbeats stammen. Weitere Instrumentals wurden von DJ Dynamite, Killa Kela, DJ Mixwell und Audiotreats beigesteuert.

## Covergestaltung
Das Albumcover zeigt Samy Deluxe, der ein weißes Baseballcap trägt und den Betrachter ansieht. Rechts unten im Bild stehen die Schriftzüge Samy Deluxe in Gelb und Big Baus of the Nauf in Orange. Darüber befindet sich ein oranges Siegel mit den Schriftzügen Deluxe Records sowie Hamburgs Finest. Links oben ist ein weiteres Siegel zu sehen, mit dem Schriftzug Volume 6, was für das insgesamt sechste Mixtape steht, das über Deluxe Records erschien. Der Hintergrund ist schwarz, weiß und grün gehalten.

## Gastbeiträge
Auf fünf Liedern des Mixtapes sind neben Samy Deluxe andere Künstler vertreten. So ist der Rapper Afrob am Song Brandneu beteiligt, während auf Digga miees der britische Beatboxer Killa Kela in Erscheinung tritt. Der Track Sag es sag es ist eine Kollaboration mit dem deutschen Rapper Neo, und bei Gott sei Dank Remix arbeitet Samy Deluxe mit dem US-amerikanischen Rapper J. R. Writer zusammen. Zudem sind auf Blade, Manuellsen und Deluxe die Rapper Blade und Manuellsen zu hören.

## Titelliste
| #  | Titel                        | Gastmusiker       | Produzent                | Länge |
| -- | ---------------------------- | ----------------- | ------------------------ | ----- |
| 1  | Baus Intro                   |                   | Rob Easy                 | 1:24  |
| 2  | Intro                        |                   | DJ Dynamite, Samy Deluxe | 3:35  |
| 3  | Brandneu                     | Afrob             | Matbeats                 | 3:22  |
| 4  | Boys sind Back               |                   | Monroe                   | 3:35  |
| 5  | Baus of the Nauf             |                   | Heatmakerz               | 4:42  |
| 6  | Geh nich ans Telefon ran     |                   | Djorkaeff                | 3:05  |
| 7  | Ich bin einfach so           |                   | Howie Like It            | 2:54  |
| 8  | Bonustrack                   |                   | Djorkaeff                | 2:37  |
| 9  | Sag es sag es                | Neo               | Howie Like It            | 4:42  |
| 10 | Die Antwort                  |                   | Heatmarkerz              | 5:04  |
| 11 | Fuck U Song                  |                   | Audiotreats              | 3:00  |
| 12 | Film ab                      |                   | DJ Mixwell               | 4:42  |
| 13 | Blade, Manuellsen und Deluxe | Blade, Manuellsen | Samy Deluxe              | 3:25  |
| 14 | Geh wo du wohnst             |                   | Matbeats                 | 3:12  |
| 15 | Digga miees                  | Killa Kela        | Killa Kela               | 2:03  |
| 16 | Guck mein Van                |                   | Monroe                   | 1:48  |
| 17 | Das ist was ich mach         |                   | Samy Deluxe              | 3:07  |
| 18 | Gott sei Dank Remix          | J. R. Writer      | Heatmakerz               | 3:25  |
| 19 | Outro                        |                   | Rob Easy                 | 2:55  |

Bonussongs der Download-Version:
| #  | Titel                  | Gastmusiker | Produzent | Länge |
| -- | ---------------------- | ----------- | --------- | ----- |
| 20 | Deine Lieblingsstecher |             |           | 2:31  |

## Chartplatzierungen und Auszeichnungen
Big Baus of the Nauf stieg am 14. April 2006 auf Platz 45 in die deutschen Albumcharts ein und belegte in der folgenden Woche Rang 94, bevor es die Top 100 verließ. In der Schweiz erreichte das Mixtape Position 96, während es sich in Österreich nicht in den Charts platzieren konnte.
Bei den Hiphop.de Awards 2006 erhielt Big Baus of the Nauf die Auszeichnung als „bestes Mixtape“.

## Rezeption
Auf der Internetseite rap.de wurde Big Baus of the Nauf insgesamt positiv bewertet. Es sei „ein Mixtape in Albumqualität“, das auch „durch Kreativität und Humor“ überzeuge. Samy Deluxe rappe mit einer anspruchsvollen Technik, und die Beats werden ebenfalls gelobt.